# La moglie del soldato
La moglie del soldato (The Crying Game) è un film del 1992 scritto e diretto da Neil Jordan.

## Trama
Jody un soldato nero dell'esercito britannico, viene sequestrato da un commando terroristico dell'I.R.A. allo scopo d'ottenere uno scambio con un capo irlandese, pena l'uccisione. Il militare, subodorando il proprio destino, familiarizza col terrorista Fergus pregandolo, una volta morto, di contattare Dil, la sua ragazza parrucchiera a Londra. Il governo britannico non cede alle richieste e due autoblindo Saracen dell'esercito inglese raggiungono il covo, causando la morte accidentale dell'ostaggio. Fergus, che è riuscito a fuggire e a procurarsi documenti falsi, si rifugia a Londra trovando impiego come operaio edile spacciandosi per uno scozzese di nome Jimmy, finché decide d'incontrarsi con Dil, celandole la propria identità e la sua conoscenza del defunto compagno.
L'uomo ne resta conquistato e le si affeziona, finché un giorno scopre che è una donna transgender. Inizialmente sconvolto, riesce a superare la cosa e continua a frequentarla. Il suo passato non tarderà però a tornare; rintracciato dagli ex soci Maguire e Jude, viene ricattato affinché uccida un anziano giudice, in cambio della vita della stessa Dil. Fergus accetta e per proteggere Dil la porta in un posto sicuro, facendole tagliare i capelli e vestire da uomo. Mentre Fergus prepara l’attentato, la donna, ignara e delusa dalla sua assenza, se ne va. Rintracciata dall'uomo, i due vanno a casa di Dil, dove Fergus le rivela la verità sulla morte di Jody. Notte tempo Dil lega a letto Fergus, impedendogli di partecipare all’attentato, che viene compiuto dal solo Maguire, che - pur portandolo a termine - viene ferito a morte.
Jude, scappata, si reca quindi a casa di Dil, ma viene freddata da quest'ultima, che aveva capito come anche la donna fosse stata coinvolta nel rapimento di Jody. Dil rivolge quindi la pistola contro Fergus e poi contro se stessa, ma in entrambi i casi non ha il coraggio di sparare. Fergus la manda via prima dell’arrivo della polizia e si accusa della morte di Jude. Mesi dopo Dil, con i capelli in fase di ricrescita, va a trovare il suo uomo in prigione e questi, scherzando sul fatto che nonostante tutto ha sempre avuto un animo buono, le racconta la favola della rana e dello scorpione, la stessa che gli aveva raccontato Jody durante la prigionia.

## Colonna sonora
Il brano portante della colonna sonora, l'omonima The Crying Game (dal titolo inglese originale del film), è stato realizzato del cantante inglese Boy George, leader storico del gruppo dei Culture Club, con la produzione e la collaborazione musicale di un'altra band britannica, i Pet Shop Boys. Il brano, in origine interpretato da Dave Berry nel 1964, raggiunse nel 1992 la posizione numero 22 nella classifica dei singoli nel Regno Unito, mentre in Canada giunse in cima alla classifica.

## Riconoscimenti
- 1993 - Premio Oscar
  - Migliore sceneggiatura originale a Neil Jordan
  - Candidatura al miglior film a Stephen Woolley
  - Candidatura alla migliore regia a Neil Jordan
  - Candidatura al miglior attore protagonista a Stephen Rea
  - Candidatura al miglior attore non protagonista a Jaye Davidson
  - Candidatura al miglior montaggio a Kant Pan
- 1993 - Golden Globe
  - Candidatura al miglior film drammatico
- 1993 - BAFTA
  - Miglior film britannico a Neil Jordan e Stephen Woolley
  - Candidatura al miglior film a Neil Jordan e Stephen Woolley
  - Candidatura alla migliore regia a Neil Jordan
  - Candidatura al miglior attore protagonista a Stephen Rea
  - Candidatura al miglior attore non protagonista a Jaye Davidson
  - Candidatura alla miglior attrice non protagonista a Miranda Richardson
  - Candidatura alla migliore sceneggiatura originale a Neil Jordan
- 1992 - Boston Society of Film Critics
  - Migliore sceneggiatura a Neil Jordan

- 1993 - Chicago Film Critics Association
  - Miglior film straniero
  - Candidatura alla miglior attrice non protagonista a Miranda Richardson
- 1993 - Ciak d'oro
  - Miglior film straniero
- 1993 - David di Donatello
  - Candidatura al miglior film straniero a Neil Jordan
  - Candidatura al miglior attore straniero a Stephen Rea
- 1993 - Independent Spirit Awards
  - Miglior film straniero a Neil Jordan
- 1992 - Los Angeles Film Critics Association
  - Miglior film straniero a Neil Jordan
- 1992 - National Board of Review Awards
  - Miglior attore debuttante a Jaye Davidson
- 1992 - New York Film Critics Circle Awards
  - Miglior attrice non protagonista a Miranda Richardson
  - Migliore sceneggiatura a Neil Jordan
- 1994 - Premio Goya
  - Miglior film europeo (Regno Unito)

Nel 1999 il British Film Institute l'ha inserito al 26º posto della lista dei migliori cento film britannici del XX secolo.